# Dionisio Galparsoro
Dionisio Galparsoro Martínez (ur. 13 sierpnia 1978 w Ataun) – hiszpański kolarz szosowy. Jeździ w barwach drużyny UCI ProTour Euskaltel-Euskadi. Do zawodowego peletonu należy od 2003 roku.
Jego największym jak do tej pory sukcesem było wygranie etapu Vuelta a Asturias w 2005 roku. Rok wcześniej dobrze spisywał się w wyścigu zwykle dobrze obsadzonym Vuelta a Castilla y León. Na dwóch etapach był 3, a w klasyfikacji generalnej zajął wysokie 5. miejsce. W późniejszych latach nie odnosił już większych sukcesów. Warte podkreślenia jest zwycięstwo etapowe i klasyfikacji punktowej Hessen Rundfahr w 2005 roku.

## Najważniejsze zwycięstwa i sukcesy
- 2003 – 19 w klasyfikacji generalnej Tour du Limousin
- 2004 – 5 w klasyfikacji generalnej Vuelta a Castilla y León; 5 w klasyfikacji generalnej Tour de Rioja
- 2005 – wygrany etap Vuelta a Asturias; etap i zwycięstwo w klasyfikacji punktowej Hessen Rundfahr; 6 w Clasica de Almeria; 8 w Grand Prix Miguel Indurain; 12 w klasyfikacji generalnej Euskal Bizikleta; 12 w klasyfikacji generalnej Vuelta a Murcia
- 2006 – 6 w Subida al Naranco; 10 w Clasica de Almeria
- 2007 – 4 w klasyfikacji generalnej Tour de Rioja